# 青春☆金属バット
『青春☆金属バット』（せいしゅんきんぞくバット）は、古泉智浩による日本の漫画短編集。および、それに収録された「路地裏のバッター」を原作にした映画（「真夜中の聖火ランナー」のエピソードも盛り込まれている）。「路地裏のバッター」は、『ヤングチャンピオン』（秋田書店）にて、2002年No.17から2002年No.21まで連載されていた。単行本は2003年に同社より単巻（後に絶版）、青林工藝舎より2006年に再刊した。

## 収録作品
- プロローグ
- 長い夜
- 路地裏のバッター 全5話
- 真夜中の聖火ランナー
- 新しい絶望
- タイマン
- エピローグ

## あらすじ
高校の野球部で補欠だった難馬は、「究極のスイング」を求めて、コンビニの店員等をしながら、1人で毎日ひたすら練習を繰り返していた。だが、ある日出会った巨乳の酒乱女に巻き込まれ、金属バットを使った強盗を始めてしまう。一方、チームのエースだった石岡は野球を捨てて警官になっていたが、2人は10年ぶりに再会する。

## 映画

### 出演
- 難馬邦秋：竹原ピストル（野狐禅）
- 石岡琢磨：安藤政信
- 平山エイコ：坂井真紀
- 山下肇（石岡の同僚警官）：上地雄輔
- 篠田マミ（コンビニのアルバイト女子高校生）：佐藤めぐみ
- 石岡ななみ（石岡の妻）:江口のりこ
- 山下恭子（万引き主婦）：紺野千春
- 自称ベーブ・ルースの息子：若松孝二
- 落合茂利（ペンキ屋）：寺島進
- 市長：外波山文明[1]
- コンビニの客：三浦誠己
- ガソリンスタンド店員：濱埜宏哉（野狐禅）※友情出演

### スタッフ
- 監督 = 熊切和嘉
- プロデューサー = 小林智浩/西岡理絵/木村俊樹
- 脚本 = 宇治田隆史
- 音楽 = 赤犬
- 撮影 = 橋本清明
- 主題歌= 野狐禅「ならば友よ」（スピードスターレコード）

## 関連商品

### 書籍
- 秋田書店版 ISBN 4253104584
- 青林工藝舎版 ISBN 4-88379-227-7

### DVD
- 青春☆金属バット（2007年2月21日発売、ビクターエンタテインメント、VIBF-5163/4）

### CD
- 青春☆金属バット オリジナルサウンドトラック（2006年8月23日発売、ビクターエンタテインメント、VICL-62030）